# Dorfmark
Dorfmark is een plaats in de gemeente Bad Fallingbostel in de Duitse deelstaat Nedersaksen, en maakt deel uit van het district Heidekreis.
Dorfmark telde in september 2020 volgens de gemeentewebsite 3.158 inwoners. Het is de op één na grootste plaats in de gemeente.

## Ligging
Het dorp ligt ongeveer 6 à 7 kilometer ten noordoosten van de hoofdplaats van de gemeente, Bad Fallingbostel.
In het oosten grenst Dorfmark aan de gemeentevrije zone Osterheide, die vrijwel geheel uit militair terrein bestaat (NAVO-oefenterrein Bergen-Hohne). In het noorden grenst Dorfmark aan Soltau.

## Infrastructuur

### Wegverkeer
Door de gemeente Bad Fallingbostel loopt van noordoost naar zuidwest de Autobahn A7. Afrit 46 van deze Autobahn te Dorfmark is tevens het beginpunt van de west- en verderop noordwestwaarts lopende Bundesstraße 440 naar Rotenburg (Wümme).

### Openbaar vervoer
In de gemeente Bad Fallingbostel liggen twee kleine stoptreinstations aan de spoorlijn Walsrode - Buchholz, te weten station Bad Fallingbostel, acht km ten oosten van station Walsrode, en station Dorfmark, 6½ km verder noordoostelijk. Daarnaast rijdt, buiten de spitsuren niet frequent, een streekbus tussen deze plaatsen. Voor het lokaal openbaar vervoer is een belbus (BürgerBus) in het leven geroepen, die enkele malen per dag alle dorpen in de gemeente met elkaar verbindt. Deze belbus rijdt niet in het weekend.

## Bezienswaardigheden, recreatie

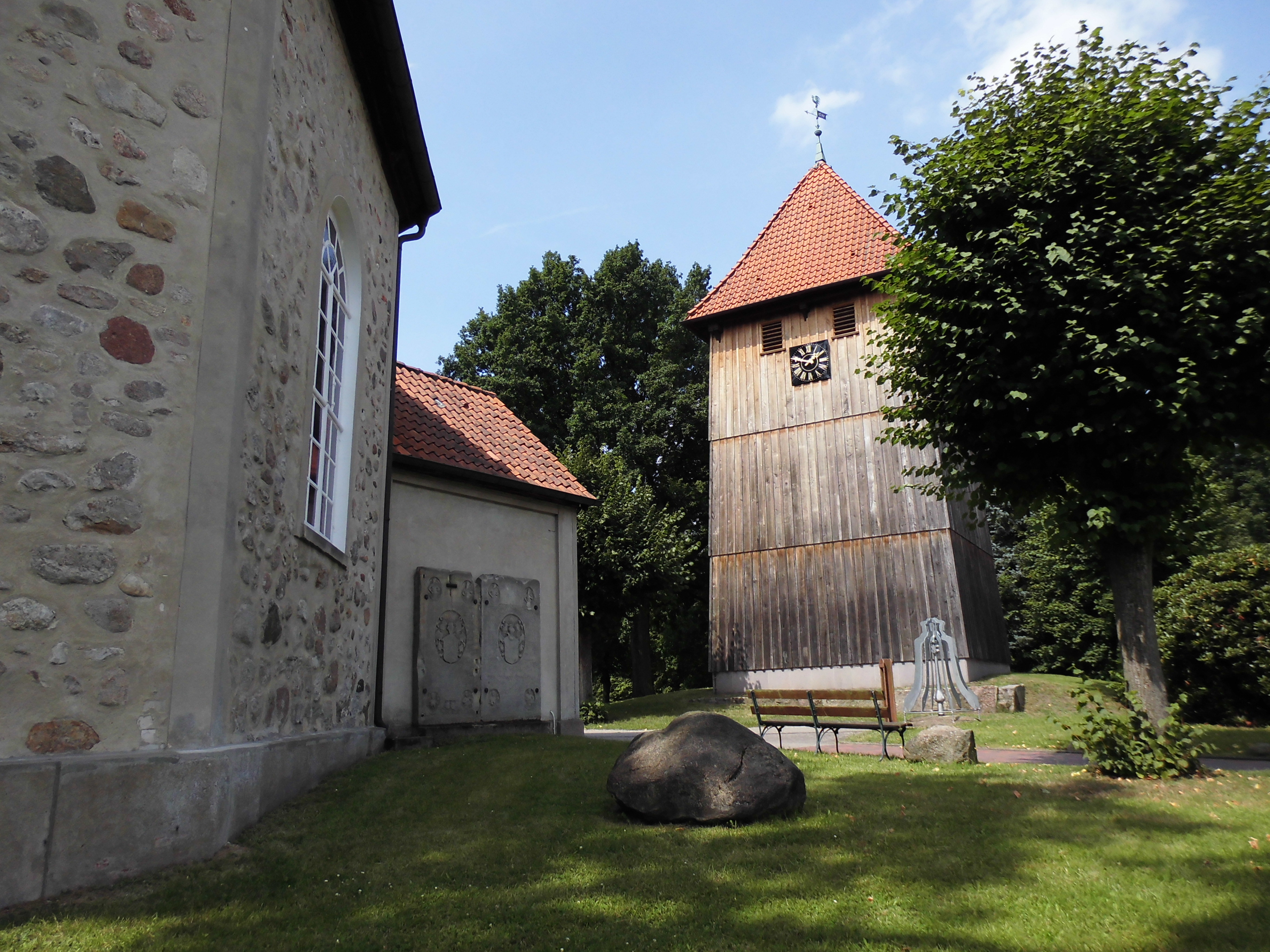
Sint-Maartenskerk, Dorfmark
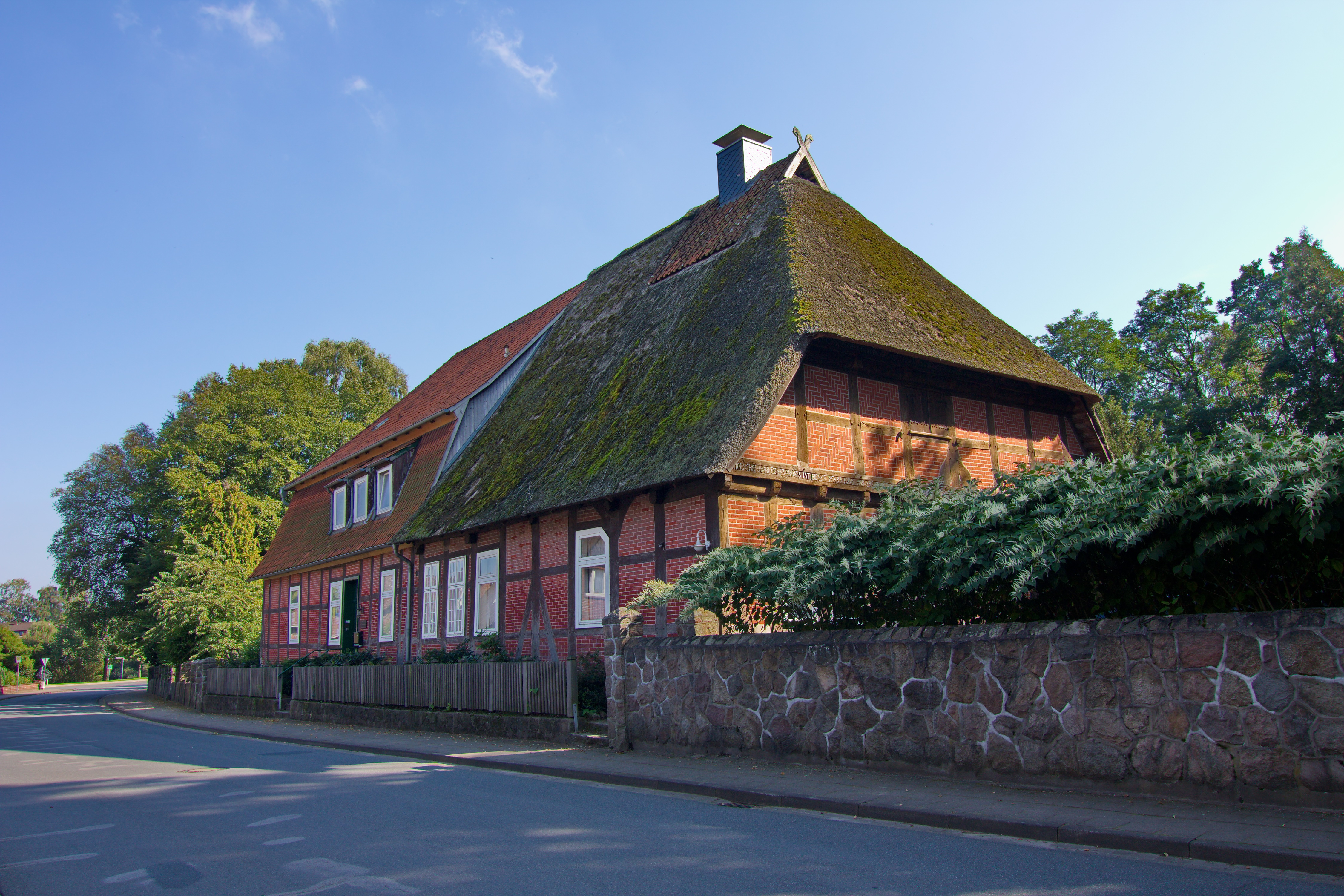
De pastorie van deze kerk
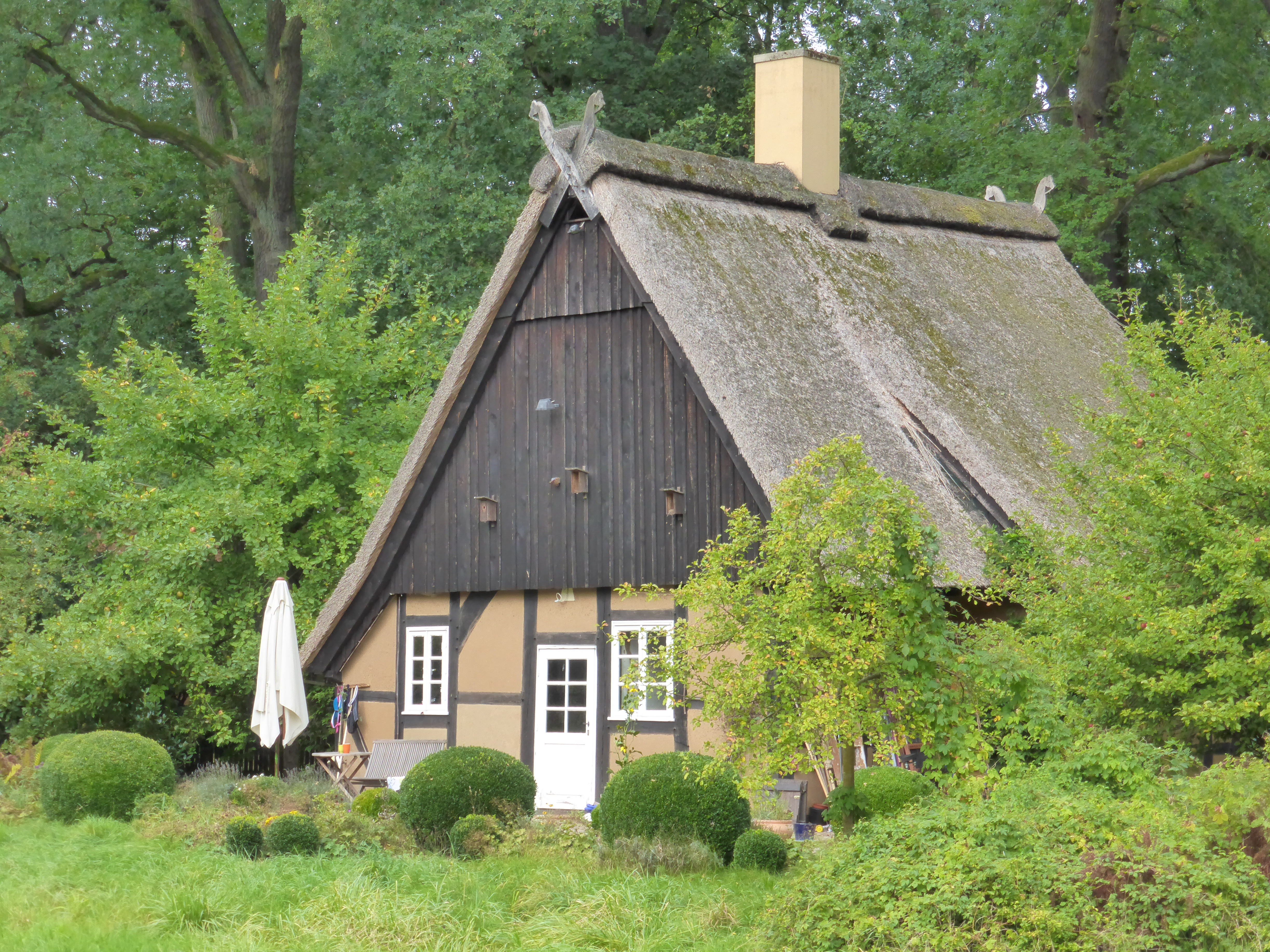
Bakhuisje aan de Kirchdamm, Dorfmark

In het dorp bevindt zich een in de gehele streek populair openluchtzwembad (Strandbad).
In de omgeving van het dorp, dat op de Lüneburger Heide ligt, kan men goed wandelen, o.a. langs het door Dorfmark stromende riviertje de Böhme, een zijriviertje van de Aller.

## Trivia
Een beroemd en berucht Duits veldheer uit de Tweede Wereldoorlog, Erich von Manstein, ligt te Dorfmark begraven.